# Каратал (Уалихановский район)
Каратал (каз. Қаратал) — село в Уалихановском районе Северо-Казахстанской области Казахстана. Входит в состав Кулыкольского сельского округа. Код КАТО — 596446300.

## Население
В 1999 году население села составляло 354 человека (190 мужчин и 164 женщины). По данным переписи 2009 года, в селе проживало 311 человек (165 мужчин и 146 женщин).